# 2К8 «Фаланга»
«Фаланга» (Індекс ГРАУ — 2К8 (комплекс), 3М11 (ракета), за класифікацією МО США і НАТО — AT-2 Swatter) — радянський протитанковий ракетний комплекс.
Перший наземний варіант комплексу розроблений в ДКБ-16 під керівництвом О. Е. Нудельмана. У серпні 1960 р. був прийнятий на озброєння у СРСР. 2К8 «Фаланга» встановлювався на шасі бойової розвідувально-дозорної машини БРДМ (ГАЗ-40П), така машина мала індекс 2П32.
Послужив основою для подальших розробок. Зокрема, для ракети 9М17М комплексу «Фаланга-М», який прийняли на озброєння в 1967 р. для установки на вертольоти.

## Тактико-технічні характеристики

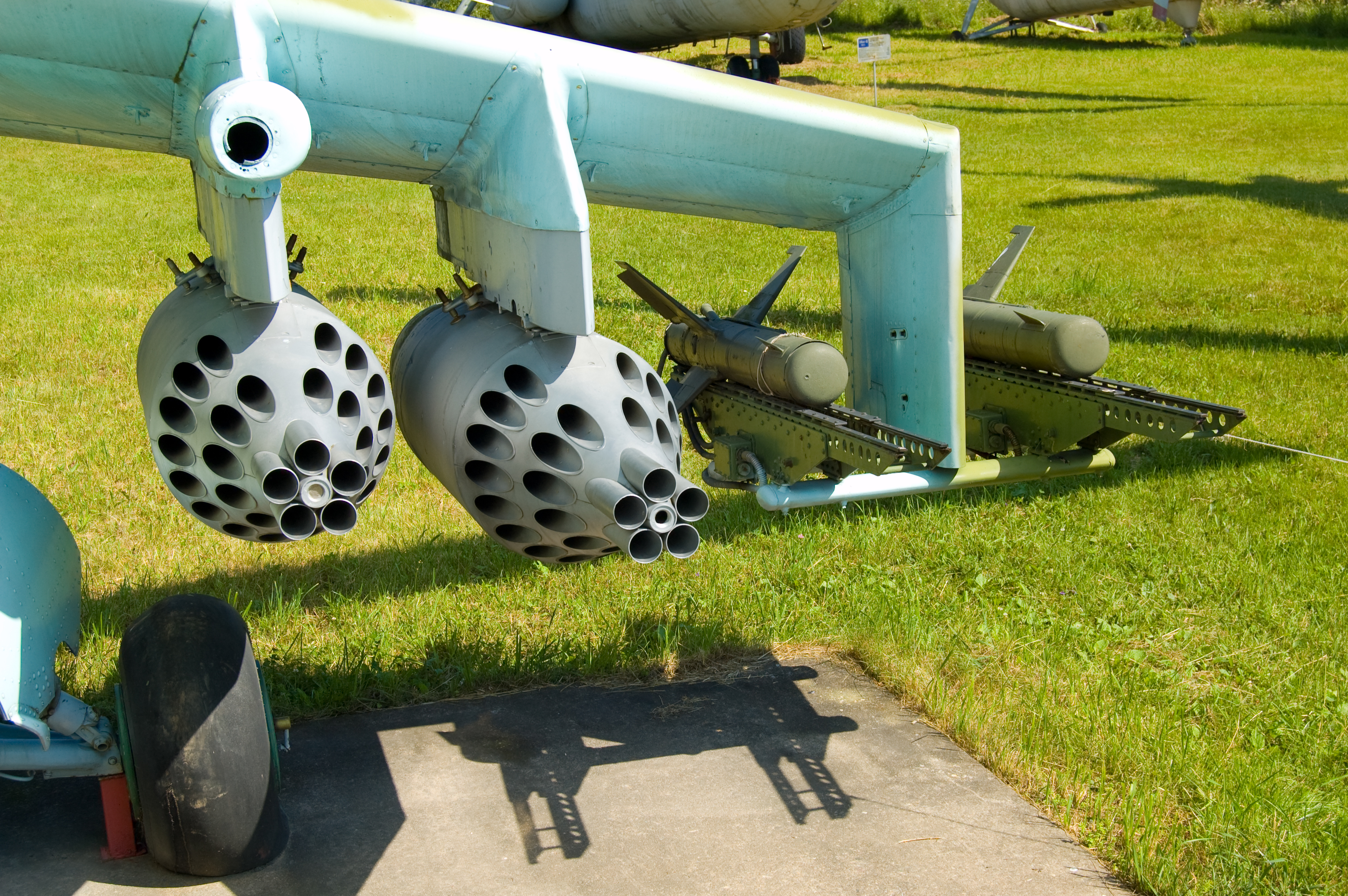
«Фаланга» на Мі-24

- Дальність стрілянини: до 2500 м
- Стартова маса ракети 3М11: 28,5 кг
- Довжина ракети: 1147 мм
- Діаметр ракети: 140 мм
- Розмах крила: 680 мм
- Поперечний габарит в складеному положенні: 270×270 мм
- Максимальна швидкість ракети: 150 м/с
- Час польоту на максимальну дальність: 16,6 с
- Бойова частина: 3Н18, кумулятивна
  - Маса БЧ: 6 кг
- Бронепробиття:
  - Під кутом 0° — 500—650 мм (при масі ВВ — 3,5 кг)
  - Під кутом 60° — 280 мм (400 мм при масі ВВ — 4-7 кг для ракет модифікації 1 і 2)

## Оператори

### Виготовлювач/основний оператор
- СРСР[1]

### Інші оператори[1]
- Алжир
- Ангола
- Афганістан
- Болгарія
- Угорщина
- НДР
- Індія
- Ірак
- Ємен
- Північна Корея
- Куба
- Лівія
- Мозамбік
- Монголія
- Нікарагуа
- Перу
- Польща
- В'єтнам
- Румунія
- Югославія
- Чехословаччина
- Ефіопія